# St. Lucien Road
St. Lucien Road es una localidad de Trinidad y Tobago, que forma parte de la región de Diego Martín.

## Geografía
La localidad abarca parte de la isla Trinidad y limita al norte con Bagatelle y Blue Basin, al sur con Diego Martín, al este con Blue Range, Cameron Road y Petit Valley y al oeste con Green Hill Village y Diamond Vale.

## Demografía
Datos demográficos de la localidad de St. Lucien Road:
| Gráfica de evolución demográfica de St. Lucien Road entre 2000 y 2011 |
|                                                                       |